# Take Two
Take Two – amerykański serial telewizyjny (komediodramat, kryminał) wyprodukowany przez ABC Studios, MilMar Pictures, Tandem Communications oraz Studiocanal, którego twórcami są  Andrew W. Marlowe i Terri Edda Miller. Serial był emitowany od 21 czerwca 2018 roku do 13 września 2018 roku na ABC.
22 listopada 2018 roku stacja ABC anulowała serial po jednym sezonie.

## Fabuła
Serial opowiada o Sam, byłej gwieździe serialowej, która jest świeżo po odwyku. Aby dostać nową rolę detektyw w serialu, musi towarzyszyć prawdziwemu detektywowi w rozwiązywaniu spraw kryminalnych.

## Obsada

### Główna
- Rachel Bilson jako Sam Swift
- Eddie Cibrian jako Eddie Valetik
- Xavier de Guzman jako Roberto "Berto" Vasquez[3]
- Aliyah O'Brien jako detektyw Christine Rollins[4]
- Alice Lee jako Monica[4]

### Role drugoplanowe
- Jordan Gavaris jako Mick English,

### Gościnne występy
- Jonathan Silverman jako Bradley Marsh. [5]

## Odcinki
| Sezon | Odcinki | Oryginalna emisja w ABC | Oryginalna emisja w ABC |
| Sezon | Odcinki | Premiera sezonu         | Finał sezonu            |
| ----- | ------- | ----------------------- | ----------------------- |
| 1     | 13      | 21 czerwca 2018         | 13 września 2018        |

### Sezon 1 (2018)
| Nr | Tytuł               | Reżyseria         | Scenariusz                            | Premiera w ABC   |
| -- | ------------------- | ----------------- | ------------------------------------- | ---------------- |
| 1  | Take Two            | John Terlesky     | Andrew W. Marlowe & Terri Edda Miller | 21 czerwca 2018  |
| 2  | Smoking Gun         | Holly Dale        | Andrew W. Marlowe, Terri Edda Miller  | 28 czerwca 2018  |
| 3  | Taken               | Paul Holahan      | David Amann                           | 5 lipca 2018     |
| 4  | Ex’s and Oh’s       | John Terlesky     | Debra J. Fisher                       | 12 lipca 2018    |
| 5  | Death Becomes Him   | Holly Dale        | Dan Fesman                            | 19 lipca 2018    |
| 6  | The Devil You Know  | Brad Turner       | Mo Masi                               | 26 lipca 2018    |
| 7  | About Last Night    | Rob Lieberman     | Kathy Miller Kelley                   | 2 sierpnia 2018  |
| 8  | All About Ava       | Dawn Wilkinson    | Cooper McMains                        | 9 sierpnia 2018  |
| 9  | Shadows of the Past | Michael Robison   | Mark Shepherd                         | 16 sierpnia 2018 |
| 10 | Stillwater          | Rob Lieberman     | Dan E. Fesman                         | 30 sierpnia 2018 |
| 11 | Family Ties         | Alexandra LaRoche | Debra J. Fisher, Mo Masi              | 30 sierpnia 2018 |
| 12 | It Takes A Thief    | Guy Bee           | David Amann                           | 6 września 2018  |
| 13 | One to the Heart    | Holly Dale        | Terri Edda Miller, Andrew W. Marlowe  | 13 września 2018 |

## Produkcja
16 listopada 2017 roku stacja ABC ogłosiła zamówienie pierwszego sezonu, w którym główne role zagrają  Rachel Bilson i Eddie Cibrian.
W lutym 2018 roku poinformowano, że Xavier de Guzma dołączył do obsady serialu.
W kolejnym miesiącu ogłoszono, że Alice Lee i Aliyah O'Brien zagrają w serialu.